# Ludwig Svennerstål
Sven Ludwig Svennerstål (Estocolmo, 24 de agosto de 1990) es un jinete sueco que compite en la modalidad de concurso completo.
Ganó tres medallas en el Campeonato Europeo de Concurso Completo entre los años 2013 y 2019. Participó en dos Juegos Olímpicos de Verano, en los años 2012 y 2016, ocupando el cuarto lugar en Londres 2012, en la prueba por equipos.

## Palmarés internacional
| Campeonato Europeo | Campeonato Europeo   | Campeonato Europeo | Campeonato Europeo |
| Año                | Lugar                | Medalla            | Categoría          |
| ------------------ | -------------------- | ------------------ | ------------------ |
| 2013               | Malmö (Suecia)       | Medalla de plata   | Por equipos        |
| 2017               | Strzegom (Polonia)   | Medalla de plata   | Por equipos        |
| 2019               | Luhmühlen (Alemania) | Medalla de bronce  | Por equipos        |